# Список песен второго сезона телесериала «Хор»

«Хор» (англ. Glee) — телесериал с элементами мюзикла, драмы и комедии, транслируемый телеканалом Fox в Соединённых Штатах Америки и Канаде. В центре сюжета — школьный хор «Новые горизонты» (англ. New Directions), созданный в вымышленной средней школе Уильяма Макинли в Лайме, штат Огайо. Сюжетные линии сериала затрагивают взаимоотношения между хористами, в числе которых восемь главных героев, руководителем хора и по совместительству преподавателем испанского языка, а также властным тренером школьной команды поддержки, которая пытается закрыть хор.
В списке представлены композиции, исполненные персонажами во втором сезоне сериала, где среднее количество песен в одной серии составляет в среднем от пяти до восьми. Все песни доступны для скачивания в iTunes за две недели до выхода в эфир новых эпизодов, а также посредством других цифровых торговых сетей и операторов мобильной связи неделей позже. Эпизод «Britney/Brittany» стал трибьютом певицы Бритни Спирс; «The Sue Sylvester Shuffle» был посвящён Майклу Джексону; эпизод «The Rocky Horror Glee Show» продемонстрировал песни из мюзикла 1973 года ''The Rocky Horror Show''с элементами экранизации 1975 года; эпизод «Rumours» стал данью уважения одноимённому альбому группы Fleetwood Mac. Вплоть до середины сезона в сериале появлялись исключительно кавер-версии, однако музыкальный продюсер сериала Адам Андерс начал добавлять в шоу оригинальную музыку, включая две оригинальных песни «Loser Like Me» и «Get It Right» в эпизоде «Original Song» от 15 марта 2011 года. Сезон сопровождали шесть альбомов-саундтреков. В их число вошёл мини-альбом к пятому эпизоду Glee: The Music, The Rocky Horror Glee Show, выпущенный 19 октября 2010 года, а ещё два — Glee: The Music, The Christmas Album и Glee: The Music, Volume 4 вышли в ноябре. Выход Glee: The Music, Volume 5, который стал в общей сложности шестым полноформатным альбомом саундтреков сериала, состоялся в марте 2011 года, а уже спустя месяц был выпущен седьмой, Glee: The Music Presents the Warblers. Восьмой альбом увидел свет 23 мая 2011 года, за неделю до окончания второго сезона.

## Исполнители
Большая часть песен второго сезона исполнена хором «Новые горизонты», в состав которого вошли Арти Абрамс (Кевин Макхейл), Майк Чанг (Гарри Шам-младший), Тина Коэн-Чанг (Дженна Ашковиц), Куинн Фабре (Дианна Агрон), Мерседес Джонс (Эмбер Райли), Курт Хаммел (Крис Колфер), Финн Хадсон (Кори Монтейт), Сантана Лопес (Ная Ривера), Бриттани Пирс (Хизер Моррис) и Ной «Пак» Пакерман (Марк Саллинг). В эпизоде «Furt» Курт Хаммел становится студентом мужской академии Далтон и солистом хора «Соловьи» (англ. Warblers), а его место в «Новых горизонтах» занимает Лоурен Зайзис (Эшли Финк), и остаётся в составе даже когда Курт возвращается в Макинли в восемнадцатом эпизоде второго сезона. Несколько песен были исполнены руководителем хора Уиллом Шустером (Мэтью Моррисон) как с хористами, так и с другими героями сериала. Помимо Лоурен, во втором сезоне к хору присоединяется Сэм Эванс (Корд Оверстрит), а студентка по обмену Саншайн Коразон (Чарис Пемпенгко) проходит прослушивание, однако предпочитает «Новым горизонтам» конкурирующий хор «Вокальный адреналин» (англ. Vocal Adrenaline). Из других персонажей вокальные партии получили школьный методист Эмма Пилсберри (Джейма Мейс), футбольный тренер Шэнон Бист (Дот-Мари Джонс), отставная певица Эйприл Роудс (Кристин Ченовет), заменяющий учитель Холли Холлидей (Гвинет Пэлтроу), солист соперничающего хора «Вокальный адреналин» Джесси Сент-Джеймс (Джонатан Грофф) и бывший муж Эммы Пилсберри Карл Хауэлл (Джон Стэймос). Помимо хора Макинли, во втором сезоне в качестве второстепенных персонажей появился хор «Соловьи» мужской академии Далтон и их солист Блейн Андерсон (Даррен Крисс). Они исполнили несколько песен, которые вошли в отдельный альбом Glee: The Music Presents the Warblers. Тренер черлидеров Сью Сильвестр (Джейн Линч) исполнила одну песню вместе со своей матерью Дорис (Кэрол Бёрнетт) и ещё одну — вместе с «Новыми горизонтами». Как и в первом сезоне, Линч и Мейс поучаствовали в записи некоторых саундтреков, однако на экране появились не во всех.
В записи песен, включённых в альбом Glee: The Music, The Rocky Horror Glee Show, приняли участие дополнительные вокалисты: Адам Андерс, Никки Андерс, Камари Коупленд, Тим Дэвис, Мисси Хейл, Тобиас Кампе-Флайгйер, Шторм Ли, Дэвид Лукс и Унди Вагнер. Они же, включая также Кэла Балча, Колин Бенворд, Раавон Браун, Джона Холла, Саманту Джейд, Джанет Олссон, Зака Пура, Дрю Райана Скотта и Онитшу Шоу, участвовали в записи альбома Glee: The Music, Volume 4, а вместе с Алекс Андрес — Glee: The Music, Volume 5. Тринадцать композиций, исполненных хористами академии Далтон, вошли в альбом Glee: The Music Presents the Warblers и были записаны с участием хора «Beelzebubs» университета Тафтс, в частности: Сэма Кэнтора, Конора Флинна, Майкла Гранта, Джона Вона, Кейлина МакКензи, Кента МакКэнна, Эрика Моррисси, Эвана Пауэлла, Пенна Росена, Илая Сайдмана, и Джека Томаса. Только одна песня была записана без их участия — «Blackbird», её Крис Колфер спел сольно с несколькими бэк-вокалистами. В альбоме также отметились Адам Андерс, Никки Андерс, Шошана Бин, Дэвис, Ли, Лукс, Олссон, Шоу и Вагнер, которые вместе с Алекс Андерс, Бахом, Брауном и Скоттом участвовали в записи альбома Glee: The Music, Volume 6. Актёры Гарри Шам-младший и Эшли Финк не исполнили сольных партий и участвовали в хоре «для количества», в то время как Ная Ривера и Хизер Моррис, в прошлом сезоне практически лишённые номеров, получили как сольные песни, так и центральные эпизоды.
|               |             |             |                |            |              |              |                   |
| Кевин Макхейл | Эмбер Райли | Крис Колфер | Дженна Ашковиц | Ная Ривера | Хизер Моррис | Даррен Крисс | Гарри Шум-младший |

## Песни
| Название                                                   | Оригинальный исполнитель           | Исполнитель в сериале                                                                             | Эпизод                          | Сингл | Альбом                     | Приме- чание   |
| ---------------------------------------------------------- | ---------------------------------- | ------------------------------------------------------------------------------------------------- | ------------------------------- | ----- | -------------------------- | -------------- |
| «Empire State of Mind»                                     | Jay-Z и Алиша Киз                  | «Новые горизонты»                                                                                 | 1. «Audition»                   | Да    | Volume 4                   | [ 25 ]         |
| «Every Rose Has Its Thorn»                                 | Poison                             | Сэм Эванс                                                                                         | 1. «Audition»                   | Нет   | н/д                        | [ 26 ]         |
| «Telephone»                                                | Леди Гага и Бейонсе                | Рейчел Берри и Саншайн Коразон                                                                    | 1. «Audition»                   | Да    | н/д                        | [ 27 ]         |
| «Getting to Know You»                                      | Король и я                         | Тина Коэн-Чанг                                                                                    | 1. «Audition»                   | Нет   | н/д                        | [ 27 ]         |
| «Billionaire»                                              | Трэвис Маккой и Бруно Марс         | Сэм Эванс и «Новые горизонты» (парни), кроме Курта Хамела                                         | 1. «Audition»                   | Да    | Volume 4                   | [ 28 ]         |
| «The Power»                                                | Snap!                              | Финн Хадсон                                                                                       | 1. «Audition»                   | Нет   | н/д                        | [ 29 ]         |
| «Listen»                                                   | Девушки мечты                      | Саншайн Коразон                                                                                   | 1. «Audition»                   | Да    | н/д                        | [ 30 ]         |
| «What I Did for Love»                                      | A Chorus Line                      | Рейчел Берри                                                                                      | 1. «Audition»                   | Да    | Love Songs                 | [ 31 ]         |
| «I’m a Slave 4 U»                                          | Бритни Спирс                       | Бриттани Пирс                                                                                     | 2. «Britney/Brittany»           | Да    | Dance Party                | [ 32 ]         |
| «Me Against the Music»                                     | Бритни Спирс и Мадонна             | Бриттани Пирс и Сантана Лопес                                                                     | 2. «Britney/Brittany»           | Да    | Volume 4                   | [ 33 ]         |
| «…Baby One More Time»                                      | Бритни Спирс                       | Рейчел Берри                                                                                      | 2. «Britney/Brittany»           | Да    | н/д                        | [ 34 ]         |
| «Sailing»                                                  | Кристофер Кросс                    | Уилл Шустер                                                                                       | 2. «Britney/Brittany»           | Нет   | н/д                        | [ 35 ]         |
| «Stronger»                                                 | Бритни Спирс                       | Арти Абрамс                                                                                       | 2. «Britney/Brittany»           | Да    | Volume 4                   | [ 36 ]         |
| «Toxic»                                                    | Бритни Спирс                       | «Новые горизонты» и Уилл Шустер                                                                   | 2. «Britney/Brittany»           | Да    | Volume 4                   | [ 36 ]         |
| «The Only Exception»                                       | Paramore                           | Рейчел Берри и «Новые горизонты»                                                                  | 2. «Britney/Brittany»           | Да    | Volume 4                   | [ 37 ]         |
| «Only the Good Die Young»                                  | Билли Джоэл                        | Пак и «Новые горизонты»                                                                           | 3. «Grilled Cheesus»            | Да    | н/д                        | [ 38 ]         |
| «I Look to You»                                            | Уитни Хьюстон                      | Мерседес Джонс, Куинн Фабре и Тина Коэн-Чанг                                                      | 3. «Grilled Cheesus»            | Да    | н/д                        | [ 38 ]         |
| «Papa, Can You Hear Me?»                                   | Йентл                              | Рейчел Берри                                                                                      | 3. «Grilled Cheesus»            | Да    | н/д                        | [ 38 ]         |
| «I Want to Hold Your Hand»                                 | Через Вселенную                    | Курт Хаммел                                                                                       | 3. «Grilled Cheesus»            | Да    | Volume 4                   | [ 39 ]         |
| «Losing My Religion»                                       | R.E.M.                             | Финн Хадсон                                                                                       | 3. «Grilled Cheesus»            | Да    | н/д                        | [ 28 ]         |
| «Bridge over Troubled Water»                               | Арета Франклин                     | Мерседес Джонс                                                                                    | 3. «Grilled Cheesus»            | Да    | н/д                        | [ 40 ]         |
| «One of Us»                                                | Джоан Осборн                       | «Новые горизонты»                                                                                 | 3. «Grilled Cheesus»            | Да    | Volume 4                   | [ 41 ]         |
| «Don’t Go Breaking My Heart»                               | Элтон Джон и Кики Ди               | Рейчел Берри и Финн Хадсон                                                                        | 4. «Duets»                      | Да    | Love Songs                 | [ 42 ]         |
| «River Deep — Mountain High»                               | Айк и Тина Тёрнеры                 | Мерседес Джонс и Сантана Лопес                                                                    | 4. «Duets»                      | Да    | Volume 4                   | [ 42 ]         |
| «Le Jazz Hot!»                                             | Виктор/Виктория                    | Курт Хаммел                                                                                       | 4. «Duets»                      | Да    | н/д                        | [ 42 ]         |
| «Sing!»                                                    | A Chorus Line                      | Майк Чанг, Тина Коэн-Чанг и «Новые горизонты»                                                     | 4. «Duets»                      | Да    | н/д                        | [ 42 ]         |
| «With You I’m Born Again»                                  | Билли Престон                      | Рейчел Берри и Финн Хадсон                                                                        | 4. «Duets»                      | Нет   | н/д                        | [ 43 ]         |
| «Lucky»                                                    | Джейсон Мраз и Колби Кэйллат       | Сэм Эванс и Куинн Фабре                                                                           | 4. «Duets»                      | Да    | Volume 4                   | [ 42 ]         |
| «Get Happy» / «Happy Days Are Here Again»                  | Джуди Гарленд / Барбра Стрейзанд   | Рейчел Берри и Курт Хаммел                                                                        | 4."Duets"                       | Да    | н/д                        | [ 42 ]         |
| «Science Fiction / Double Feature»                         | ''The Rocky Horror Show''          | Сантана Лопес                                                                                     | 5. «The Rocky Horror Glee Show» | Нет   | The Rocky Horror Glee Show | [ 44 ]         |
| «Over at the Frankenstein Place»                           | The Rocky Horror Show              | Рейчел Берри, Финн Хадсон и «Новые горизонты»                                                     | 5. «The Rocky Horror Glee Show» | Нет   | The Rocky Horror Glee Show | [ 44 ]         |
| «Dammit Janet»                                             | The Rocky Horror Show              | Финн Хадсон, Рейчел Берри, Куинн Фабре, Курт Хаммел и Мерседес Джонс                              | 5. «The Rocky Horror Glee Show» | Нет   | The Rocky Horror Glee Show | [ 44 ]         |
| «Whatever Happened To Saturday Night?»                     | The Rocky Horror Show              | Карл Хауэлл и «Новые горизонты»                                                                   | 5. «The Rocky Horror Glee Show» | Нет   | The Rocky Horror Glee Show | [ 44 ]         |
| «Sweet Transvestite»                                       | The Rocky Horror Show              | Мерседес Джонс, Бриттани Пирс и Сантана Лопес                                                     | 5. «The Rocky Horror Glee Show» | Нет   | The Rocky Horror Glee Show | [ 44 ]         |
| «Touch-a, Touch-a, Touch-a, Touch Me»                      | The Rocky Horror Show              | Эмма Пилсберри, Сантана Лопес, Бриттани Пирс, Уилл Шустер, Курт Хаммел, Карл Хауэлл и Финн Хадсон | 5. «The Rocky Horror Glee Show» | Нет   | The Rocky Horror Glee Show | [ 44 ] [ 45 ]  |
| «Time Warp»                                                | The Rocky Horror Show              | «Новые горизонты»                                                                                 | 5. «The Rocky Horror Glee Show» | Нет   | The Rocky Horror Glee Show | [ 44 ]         |
| «One Love / People Get Ready»                              | Боб Марли и The Wailers            | Пак и Арти Абрамс                                                                                 | 6. «Never Been Kissed»          | Да    | Volume 4                   | [ 46 ]         |
| «Teenage Dream»                                            | Кэти Перри                         | «Соловьи» академии Далтон                                                                         | 6. «Never Been Kissed»          | Да    | Volume 4                   | [ 46 ]         |
| «Start Me Up» / «Livin’ on a Prayer»                       | The Rolling Stones / Bon Jovi      | «Новые горизонты» (девушки)                                                                       | 6. «Never Been Kissed»          | Да    | н/д                        | [ 46 ]         |
| «Stop! In the Name of Love» / «Free Your Mind»             | The Supremes / En Vogue            | «Новые горизонты» (парни)                                                                         | 6. «Never Been Kissed»          | Да    | н/д                        | [ 46 ]         |
| «Conjunction Junction»                                     | ''Schoolhouse Rock!''              | Холли Холлидей                                                                                    | 7. «The Substitute»             | Нет   | н/д                        | [ 47 ]         |
| «Forget You»                                               | Cee Lo Green                       | Холли Холлидей и «Новые горизонты»                                                                | 7. «The Substitute»             | Да    | Volume 4                   | [ 48 ]         |
| «Make 'Em Laugh»                                           | Поющие под дождём                  | Уилл Шустер                                                                                       | 7. «The Substitute»             | Да    | н/д                        | [ 49 ]         |
| «Nowadays / Hot Honey Rag»                                 | Chicago                            | Холли Холлидей и Рейчел Берри                                                                     | 7. «The Substitute»             | Да    | н/д                        | [ 49 ]         |
| «Singin’ in the Rain» / «Umbrella»                         | Поющие под дождём / Рианна и Jay-Z | Холли Холлидей, Уилл Шустер и «Новые горизонты»                                                   | 7. «The Substitute»             | Да    | н/д                        | [ 49 ]         |
| «Ohio»                                                     | Чудесный город                     | Сью Сильвестр и Дорис Сильвестр                                                                   | 8. «Furt»                       | Да    | н/д                        | [ 50 ]         |
| «Marry You»                                                | Бруно Марс                         | «Новые горизонты»                                                                                 | 8. «Furt»                       | Да    | Volume 4                   | [ 50 ]         |
| «Sway»                                                     | Майкл Бубле                        | Уилл Шустер                                                                                       | 8. «Furt»                       | Да    | Volume 4                   | [ 51 ]         |
| «Just the Way You Are»                                     | Бруно Марс                         | Финн Хадсон и «Новые горизонты»                                                                   | 8. «Furt»                       | Да    | Volume 4                   | [ 50 ]         |
| «Don’t Cry for Me Argentina»                               | Эвита                              | Рейчел Берри и Курт Хаммел                                                                        | 9. «Special Education»          | Да    | н/д                        | [ 52 ]         |
| «The Living Years»                                         | Mike & the Mechanics               | «Хипстеры»                                                                                        | 9. «Special Education»          | Да    | н/д                        | [ 52 ]         |
| «Hey, Soul Sister»                                         | Train                              | «Соловьи» академии Далтон                                                                         | 9. «Special Education»          | Да    | Presents the Warblers      | [ 52 ]         |
| «(I’ve Had) The Time of My Life»                           | Билл Медли и Дженнифер Уорнс       | Сэм Эванс, Куинн Фабре и «Новые горизонты»                                                        | 9. «Special Education»          | Да    | Volume 4                   | [ 52 ]         |
| «Valerie»                                                  | Марк Ронсон и Эми Уайнхаус         | Сантана Лопес и «Новые горизонты»                                                                 | 9. «Special Education»          | Да    | Volume 4                   | [ 53 ]         |
| «Dog Days Are Over»                                        | Florence and the Machine           | Тина Коэн-Чанг и «Новые горизонты»                                                                | 9. «Special Education»          | Да    | н/д                        | [ 52 ]         |
| «The Most Wonderful Day of the Year»                       | Rudolph the Red-Nosed Reindeer     | «Новые горизонты»                                                                                 | 10. «A Very Glee Christmas»     | Нет   | The Christmas Album        | [ 54 ]         |
| «We Need a Little Christmas»                               | Mame                               | «Новые горизонты»                                                                                 | 10. «A Very Glee Christmas»     | Нет   | The Christmas Album        | [ 54 ]         |
| «Merry Christmas Darling»                                  | The Carpenters                     | Рейчел Берри                                                                                      | 10. «A Very Glee Christmas»     | Нет   | The Christmas Album        | [ 54 ]         |
| «Baby, It’s Cold Outside»                                  | Фрэнк Лессер                       | Курт Хаммел и Блейн Андерсон                                                                      | 10. «A Very Glee Christmas»     | Нет   | The Christmas Album        | [ 54 ]         |
| «You’re a Mean One, Mr. Grinch»                            | How the Grinch Stole Christmas!    | k.d. lang                                                                                         | 10. «A Very Glee Christmas»     | Нет   | The Christmas Album        | [ 55 ]         |
| «Last Christmas»                                           | Wham!                              | Рейчел Берри и Финн Хадсон                                                                        | 10. «A Very Glee Christmas»     | Да    | The Christmas Album        | [ 54 ]         |
| «Welcome Christmas»                                        | How the Grinch Stole Christmas!    | «Новые горизонты»                                                                                 | 10. «A Very Glee Christmas»     | Да    | н/д                        | [ 54 ]         |
| «California Gurls»                                         | Кэти Перри и Snoop Dogg            | Черлидеры школы Макинли                                                                           | 11. «The Sue Sylvester Shuffle» | Нет   | н/д                        | [ 56 ]         |
| «Need You Now»                                             | Lady Antebellum                    | Рейчел Берри и Пак                                                                                | 11. «The Sue Sylvester Shuffle» | Да    | Volume 5                   | [ 57 ] [ 58 ]  |
| «She’s Not There»                                          | The Zombies                        | Финн Хадсон и футбольная команда школы Макинли                                                    | 11. «The Sue Sylvester Shuffle» | Да    | Volume 5                   | [ 57 ]         |
| «Bills, Bills, Bills»                                      | Destiny’s Child                    | «Соловьи» академии Далтон                                                                         | 11. «The Sue Sylvester Shuffle» | Да    | Presents the Warblers      | [ 59 ]         |
| «Thriller» / «Heads Will Roll»                             | Майкл Джексон / Yeah Yeah Yeahs    | «Новые горизонты» и футбольная команда школы Макинли                                              | 11. «The Sue Sylvester Shuffle» | Да    | Volume 5                   | [ 60 ]         |
| «Fat Bottomed Girls»                                       | Queen                              | Пак и «Новые горизонты» (парни)                                                                   | 12. «Silly Love Songs»          | Да    | Volume 5                   | [ 61 ]         |
| «P.Y.T. (Pretty Young Thing)»                              | Майкл Джексон                      | Арти Абрамс и Майк Чанг                                                                           | 12. «Silly Love Songs»          | Да    | Volume 5                   | [ 61 ]         |
| «When I Get You Alone»                                     | Робин Тике                         | «Соловьи» академии Далтон                                                                         | 12. «Silly Love Songs»          | Да    | Presents the Warblers      | [ 62 ] [ 63 ]  |
| «My Funny Valentine»                                       | ''Babes in Arms''                  | Тина Коэн Чанг                                                                                    | 12. «Silly Love Songs»          | Нет   | н/д                        | [ 61 ]         |
| «Firework»                                                 | Кэти Перри                         | Рейчел Берри и «Новые горизонты» (девушки)                                                        | 12. «Silly Love Songs»          | Да    | Volume 5                   | [ 61 ]         |
| «Silly Love Songs»                                         | Wings                              | «Соловьи» академии Далтон                                                                         | 12. «Silly Love Songs»          | Да    | Presents the Warblers      | [ 61 ] [ 63 ]  |
| «Baby»                                                     | Джастин Бибер и Ludacris           | Сэм Эванс                                                                                         | 13. «Comeback»                  | Да    | Volume 5                   | [ 64 ] [ 65 ]  |
| «Somebody to Love»                                         | Джастин Бибер                      | Сэм Эванс, Пак, Арти Абрамс и Майк Чанг                                                           | 13. «Comeback»                  | Да    | Volume 5                   | [ 64 ] [ 65 ]  |
| «Take Me or Leave Me»                                      | Rent                               | Рейчел Берри и Мерседес Джонс                                                                     | 13. «Comeback»                  | Да    | Volume 5                   | [ 63 ] [ 66 ]  |
| «This Little Light of Mine»                                | народная песня                     | Уилл Шустер и Сью Сильвестр                                                                       | 13. «Comeback»                  | Нет   | н/д                        | [ 67 ]         |
| «I Know What Boys Like»                                    | The Waitresses                     | Лоурен Зайзис, Бриттани Пирс и Тина Коэн-Чанг                                                     | 13. «Comeback»                  | Да    | Dance Party                | [ 68 ] [ 69 ]  |
| «Sing»                                                     | My Chemical Romance                | «Новые горизонты» и Сью Сильвестр                                                                 | 13. «Comeback»                  | Да    | Volume 5                   | [ 56 ] [ 65 ]  |
| «My Headband»                                              | оригинальная композиция            | Рейчел Берри                                                                                      | 14. «Blame It on the Alcohol»   | Нет   | н/д                        | [ 70 ]         |
| «Don’t You Want Me»                                        | The Human League                   | Рейчел Берри и Блейн Андерсон                                                                     | 14. «Blame It on the Alcohol»   | Да    | Volume 5                   | [ 71 ]         |
| «Blame It»                                                 | Джейми Фокс и T-Pain               | «Новые горизонты»                                                                                 | 14. «Blame It on the Alcohol»   | Да    | Dance Party                | [ 71 ]         |
| «One Bourbon, One Scotch, One Beer»                        | Джордж Торогуд                     | Шэнон Бист и Уилл Шустер                                                                          | 14. «Blame It on the Alcohol»   | Да    | н/д                        | [ 72 ] [ 73 ]  |
| «Tik Tok»                                                  | Кеша                               | Бриттани Пирс и «Новые горизонты»                                                                 | 14. «Blame It on the Alcohol»   | Да    | Dance Party                | [ 71 ] [ 74 ]  |
| «Do You Wanna Touch Me? (Oh Yeah)»                         | Джоан Джетт                        | Холли Холлидей и «Новые горизонты»                                                                | 15. «Sexy»                      | Да    | Volume 5                   | [ 75 ]         |
| «Animal»                                                   | Neon Trees                         | Блейн Андерсон, Курт Хаммел и «Соловьи» академии Далтон                                           | 15. «Sexy»                      | Да    | Presents the Warblers      | [ 76 ]         |
| «Kiss»                                                     | Принс и The Revolution             | Уилл Шустер и Холли Холлидей                                                                      | 15. «Sexy»                      | Да    | Volume 5                   | [ 77 ] [ 78 ]  |
| «Landslide»                                                | Dixie Chicks                       | Холли Холлидей, Сантана Лопес и Бриттани Пирс                                                     | 15. «Sexy»                      | Да    | Volume 5                   |                |
| «Afternoon Delight»                                        | Starland Vocal Band                | Карл Хауэлл, Пак, Рейчел Берри, Эмма Пилсберри и Куинн Фабре                                      | 15. «Sexy»                      | Нет   | н/д                        | [ 75 ]         |
| «Misery»                                                   | Maroon 5                           | «Соловьи» академии Далтон                                                                         | 16. «Original Song»             | Да    | Presents the Warblers      | [ 79 ] [ 80 ]  |
| «Only Child»                                               | оригинальная композиция            | Рейчел Берри                                                                                      | 16. «Original Song»             | Нет   | н/д                        |                |
| «Blackbird»                                                | The Beatles                        | Курт Хаммел                                                                                       | 16. «Original Song»             | Да    | Presents the Warblers      | [ 79 ]         |
| «Trouty Mouth»                                             | оригинальная композиция            | Сантана Лопес                                                                                     | 16. «Original Song»             | Да    | н/д                        | [ 81 ]         |
| «Big Ass Heart»                                            | оригинальная композиция            | Пак                                                                                               | 16. «Original Song»             | Да    | н/д                        | [ 81 ]         |
| «Hell to the No»                                           | оригинальная композиция            | Мерседес Джонс                                                                                    | 16. «Original Song»             | Да    | н/д                        | [ 79 ]         |
| «Jesus Is My Friend»                                       | Sonseed                            | «Звуковой интенсив»                                                                               | 16. «Original Song»             | Нет   | н/д                        | [ 79 ]         |
| «Candles»                                                  | Hey Monday                         | Блейн Андерсон, Курт Хаммел и «Соловьи» академии Далтон                                           | 16. «Original Song»             | Да    | Presents the Warblers      | [ 79 ]         |
| «Raise Your Glass»                                         | Pink                               | «Соловьи» академии Далтон                                                                         | 16. «Original Song»             | Да    | Presents the Warblers      | [ 79 ]         |
| «Get It Right»                                             | оригинальная композиция            | Рейчел Берри, Бриттани Пирс и Тина Коэн-Чанг                                                      | 16. «Original Song»             | Да    | Volume 5                   | [ 82 ]         |
| «Loser Like Me»                                            | оригинальная композиция            | «Новые горизонты»                                                                                 | 16. «Original Song»             | Да    | Volume 5                   | [ 83 ]         |
| «All by Myself»                                            | Селин Дион                         | Саншайн Коразон                                                                                   | 17. «A Night of Neglect»        | Да    | н/д                        | [ 84 ]         |
| «I Follow Rivers»                                          | Люкке Ли                           | Тина Коэн-Чанг                                                                                    | 17. «A Night of Neglect»        | Да    | н/д                        | [ 84 ]         |
| «Bubble Toes»                                              | Джек Джонсон                       | Майк Чанг                                                                                         | 17. «A Night of Neglect»        | Нет   | н/д                        |                |
| «Turning Tables»                                           | Адель                              | Холли Холлидей                                                                                    | 17. «A Night of Neglect»        | Да    | Volume 6                   | [ 84 ]         |
| «Ain’t No Way»                                             | Арета Франклин                     | Мерседес Джонс                                                                                    | 17. «A Night of Neglect»        | Да    | н/д                        | [ 84 ]         |
| «I Feel Pretty» / «Unpretty»                               | Вестсайдская история / TLC         | Куинн Фабре и Рейчел Берри                                                                        | 18. «Born This Way»             | Да    | Volume 6                   | [ 85 ]         |
| «I’ve Gotta Be Me»                                         | Сэмми Дэвис-младший                | Финн Хадсон и Майк Чанг                                                                           | 18. «Born This Way»             | Да    | н/д                        | [ 86 ]         |
| «Somewhere Only We Know»                                   | Keane                              | Блейн Андерсон и «Соловьи» академии Далтон                                                        | 18. «Born This Way»             | Да    | Presents the Warblers      | [ 87 ]         |
| «As If We Never Said Goodbye»                              | Бульвар Сансет                     | Курт Хаммел                                                                                       | 18. «Born This Way»             | Да    | Volume 6                   | [ 88 ]         |
| «Barbra Streisand»                                         | Duck Sauce                         | «Новые горизонты» и флэшмоб                                                                       | 18. «Born This Way»             | Нет   | н/д                        | [ 88 ]         |
| «Born This Way»                                            | Леди Гага                          | «Новые горизонты»                                                                                 | 18. «Born This Way»             | Да    | Volume 6                   | [ 89 ]         |
| «Dreams»                                                   | Fleetwood Mac                      | Эйприл Роудс и Уилл Шустер                                                                        | 19. «Rumours»                   | Да    | Volume 6                   | [ 90 ]         |
| «Never Going Back Again»                                   | Fleetwood Mac                      | Арти Абрамс                                                                                       | 19. «Rumours»                   | Да    | н/д                        | [ 90 ]         |
| «Songbird»                                                 | Fleetwood Mac                      | Сантана Лопес                                                                                     | 19. «Rumours»                   | Да    | Volume 6                   | [ 90 ]         |
| «I Don’t Want to Know»                                     | Fleetwood Mac                      | Куинн Фабре и Финн Хадсон                                                                         | 19. «Rumours»                   | Да    | н/д                        | [ 90 ]         |
| «Nice to Meet You, Have I Slept with You?»                 | н/д                                | Эйприл Роудс и Уилл Шустер                                                                        | 19. «Rumours»                   | Нет   | н/д                        | [ 91 ]         |
| «Go Your Own Way»                                          | Fleetwood Mac                      | Рейчел Берри                                                                                      | 19. «Rumours»                   | Да    | Volume 6                   | [ 90 ]         |
| «Don’t Stop»                                               | Fleetwood Mac                      | «Новые горизонты»                                                                                 | 19. «Rumours»                   | Да    | Volume 6                   | [ 90 ]         |
| «Rolling in the Deep»                                      | Джон Ледженд                       | Рейчел Берри и Джесси Сент-Джеймс                                                                 | 20. «Prom Queen»                | Да    | Volume 6                   | [ 92 ] [ 93 ]  |
| «Isn’t She Lovely?»                                        | Стиви Уандер                       | Арти Абрамс, Финн Хадсон, Сэм Эванс, Пак и Майк Чанг                                              | 20. «Prom Queen»                | Да    | Volume 6                   | [ 94 ]         |
| «Friday»                                                   | Ребекка Блэк                       | Арти Абрамс, Сэм Эванс и Пак                                                                      | 20. «Prom Queen»                | Да    | н/д                        | [ 95 ] [ 96 ]  |
| «Jar of Hearts»                                            | Кристина Перри                     | Рейчел Берри                                                                                      | 20. «Prom Queen»                | Да    | н/д                        | [ 94 ]         |
| «I’m Not Gonna Teach Your Boyfriend How to Dance with You» | Black Kids                         | Блейн Андерсон                                                                                    | 20. «Prom Queen»                | Да    | Dance Party                | [ 94 ]         |
| «Dancing Queen»                                            | ABBA                               | Сантана Лопес и Мерседес Джонс                                                                    | 20. «Prom Queen»                | Да    | Volume 6                   | [ 94 ]         |
| «Back to Black»                                            | Эми Уайнхаус                       | Сантана Лопес                                                                                     | 21. «Funeral»                   | Да    | н/д                        | [ 97 ]         |
| «Some People»                                              | ''Gypsy: A Musical Fable'''        | Курт Хаммел                                                                                       | 21. «Funeral»                   | Да    | н/д                        | [ 97 ]         |
| «Try a Little Tenderness»                                  | Отис Реддинг                       | Мерседес Джонс                                                                                    | 21. «Funeral»                   | Да    | Volume 6                   | [ 98 ] [ 99 ]  |
| «My Man»                                                   | Барбра Стрейзанд                   | Рейчел Берри                                                                                      | 21. «Funeral»                   | Да    | Volume 6                   | [ 98 ] [ 99 ]  |
| «Pure Imagination»                                         | Вилли Вонка и шоколадная фабрика   | «Новые горизонты»                                                                                 | 21. «Funeral»                   | Да    | Volume 6                   | [ 98 ] [ 99 ]  |
| «My Cup»                                                   | оригинальная композиция            | Бриттани Пирс и Арти Абрамс                                                                       | 22. «New York»                  | Да    | н/д                        | [ 100 ]        |
| «I Love New York» / «New York, New York»                   | Мадонна / ''On the Town''          | «Новые горизонты»                                                                                 | 22. «New York»                  | Да    | н/д                        | [ 101 ]        |
| «Still Got Tonight»                                        | Мэтью Моррисон                     | Уилл Шустер                                                                                       | 22. «New York»                  | Нет   | Matthew Morrison           | [ 102 ]        |
| «Bella Notte»                                              | Леди и Бродяга                     | Пак, Сэм Эванс, Майк Чанг и Арти Абрамс                                                           | 22. «New York»                  | Да    | Volume 6                   | [ 103 ]        |
| «For Good»                                                 | Злая                               | Рейчел Берри и Курт Хаммел                                                                        | 22. «New York»                  | Да    | н/д                        | [ 104 ]        |
| «Yeah!»                                                    | Ашер, Lil Jon и Ludacris           | Неназванный женский а капелла хор                                                                 | 22. «New York»                  | Да    | Dance Party                | [ 105 ]        |
| «As Long as You’re There»                                  | оригинальная композиция            | Саншайн Коразон и «Вокальный адреналин»                                                           | 22. «New York»                  | Да    | Volume 6                   | [ 98 ] [ 106 ] |
| «Pretending»                                               | оригинальная композиция            | Рейчел Берри и Финн Хадсон                                                                        | 22. «New York»                  | Да    | Volume 6                   | [ 107 ]        |
| «Light Up the World»                                       | оригинальная композиция            | «Новые горизонты»                                                                                 | 22. «New York»                  | Да    | Volume 6                   | [ 106 ]        |